# Biblioteca Central de Halifax
La Biblioteca Central de Halifax es una biblioteca pública en la ciudad de Halifax, la capital de la provincia de Nueva Escocia (Canadá). Se encuentra en la esquina de Spring Garden Road y Queen Street en el centro de Halifax. Sirve como la biblioteca insignia de las Bibliotecas Públicas de Halifax, reemplazando a la Biblioteca Conmemorativa de Spring Garden Road.
Los administradores de la biblioteca debatieron sobre una nueva biblioteca central durante varias décadas y el consejo regional la aprobó en 2008. Los arquitectos, una empresa conjunta entre la firma local Fowler Bauld y Mitchell y Schmidt Hammer Lassen de Dinamarca, fueron elegidos en 2010 a través de un concurso de diseño internacional. La construcción comenzó más tarde ese año en un sitio prominente del centro que había sido un estacionamiento durante medio siglo.
La nueva biblioteca abrió en diciembre de 2014 y se ha convertido en un lugar de reunión muy popular. Además de una colección de libros significativamente más grande que la de la biblioteca anterior, el nuevo edificio alberga una amplia gama de servicios que incluyen cafés, un auditorio y salas comunitarias. La impactante arquitectura se caracteriza por el voladizo del quinto piso sobre la plaza de entrada, un atrio central atravesado por escaleras, y la transparencia y relación del edificio con el contexto urbano.
La biblioteca ganó un premio de diseño del teniente gobernador en arquitectura en 2014 y una medalla del gobernador general en arquitectura en 2016.

## Historia

### Planificación
La biblioteca principal de Spring Garden Road, inaugurada en 1951, había sido considerada inadecuada por los administradores de la biblioteca durante varias décadas. El primer informe que menciona un edificio de reemplazo se publicó en 1971. Una expansión construida en 1974 fue superada rápidamente. Una evaluación de 1987 señaló que los espacios internos eran "autónomos e inflexibles" y que "el espacio de estudio y las cómodas áreas de lectura son actualmente el foco de serias quejas públicas...los servicios están abarrotados y abarrotados".

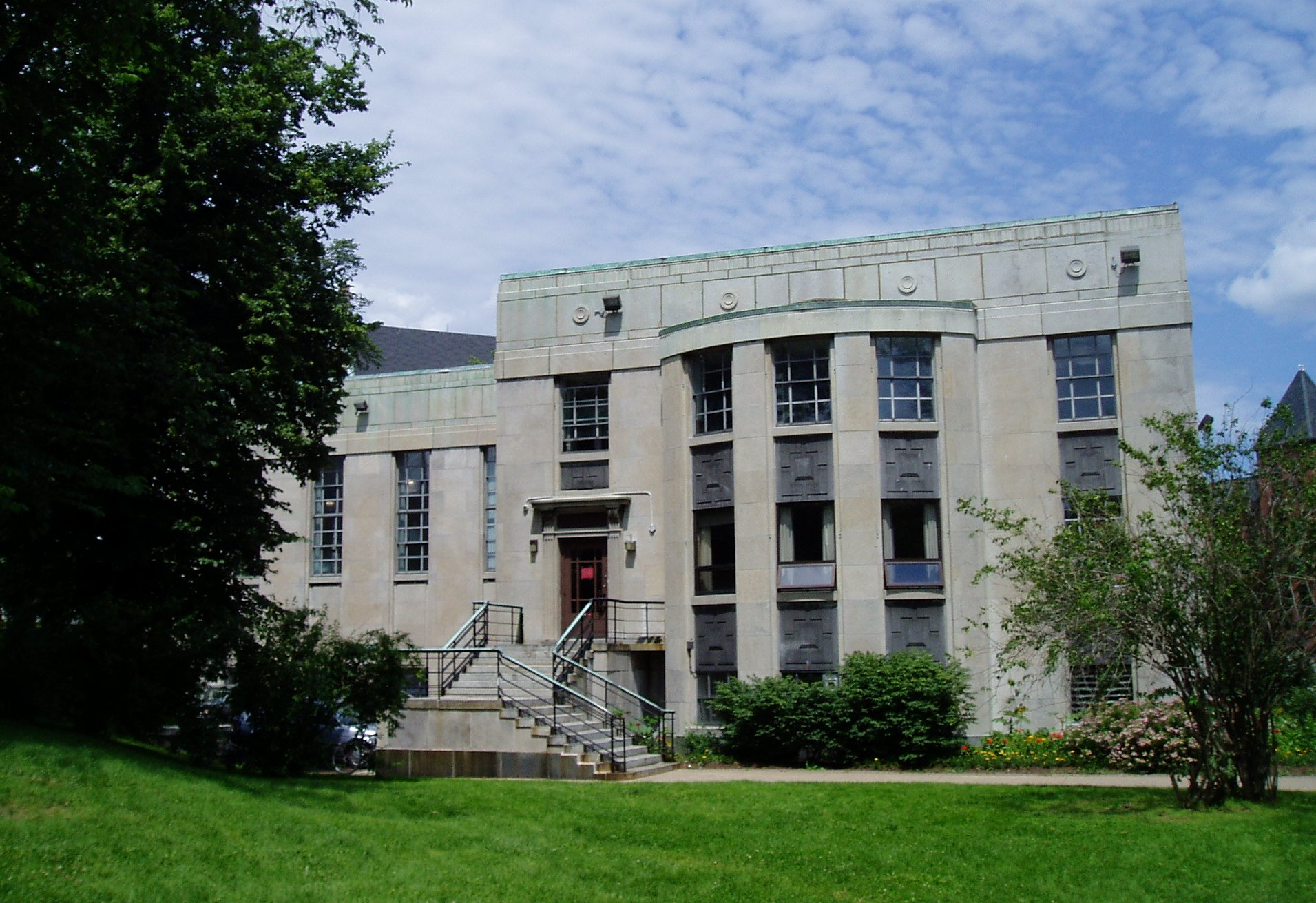
La antigua biblioteca conmemorativa de Spring Garden Road

A mediados de la década de 1990, los municipios de Halifax, Dartmouth, Bedford y el condado de Halifax se fusionaron y se creó una nueva junta regional de bibliotecas. En 1995, el Comité Conjunto de Amalgama de las bibliotecas fusionadas "acordó que se necesitaría una nueva biblioteca central para dar servicio al nuevo sistema de bibliotecas regionales de Halifax y que el sitio debería permanecer en el actual centro de la ciudad". Citaron numerosos problemas con el edificio original. Además de su reducido tamaño 3954 m², las mejoras tecnológicas se vieron obstaculizadas por un cableado deficiente y la dificultad para tender cables en ubicaciones en el medio del piso. accesibilidad era deficiente debido a las numerosas escaleras, niveles y un ascensor de tamaño insuficiente. Otros problemas con el edificio incluyeron goteras, asbesto, ventanas inoperables, la falta de un sistema de rociadores, control de clima inadecuado, techos tan bajos como 1,95 m y la falta de numerosos servicios que se encuentran en otras bibliotecas modernas.
Después de la fusión, la nueva junta de bibliotecas emprendió una planificación exhaustiva para una nueva instalación con la esperanza de que una nueva biblioteca central pudiera ser parte de la conmemoración en 1999 del 250 aniversario de la ciudad. La junta de la biblioteca encargó un estudio arquitectónico, publicado en 1997, recomendando una nueva biblioteca central de aproximadamente 8800 m² después de concluir una renovación de la biblioteca existente "no resultaría en ahorros de costos significativos" y conduciría a un edificio menos eficiente. Además, recomendó construir la nueva biblioteca en un sitio diferente para evitar costosas reubicaciones temporales. Este estudio consideró seis sitios diferentes para la nueva biblioteca y recomendó el lote en las calles Queen y Clyde, luego un estacionamiento municipal. El costo proyectado de construcción fue de $ 24 millones a precios de 1997.
La recomendación de una nueva biblioteca se repitió en una evaluación de necesidades de 2004 y un estudio del plan maestro para el sistema general de bibliotecas. La biblioteca central fue identificada como la "primera prioridad" para la junta de bibliotecas en términos de desarrollo de capital, y se recomendó su implementación para 2009. El estudio encontró acuerdo entre los encuestados de que la biblioteca debería estar ubicada en el centro de Halifax, siendo el núcleo de la región y un área de crecimiento anticipada en el plan regional.
Después de la demolición en 2004 de la antigua enfermería de Halifax, se inició la planificación y la consulta pública, como parte del Estudio Conjunto de Tierras Públicas de Spring Garden Road y Queen Street, con el fin de determinar el futuro del exceso de tierras públicas vacantes en el área. El lote directamente en esta intersección principal se consideró de cerca como el sitio de una nueva biblioteca central o un centro de justicia, consolidando otras instalaciones de juzgados en la ciudad. El sitio había sido ocupado por Bellevue House, la casa del comandante del ejército desde el siglo XIX hasta que fue demolida en 1955. Luego siguió siendo un estacionamiento en el siglo XXI. En junio de 2007, el consejo regional votó para aprobar "en principio, la designación de la propiedad en la esquina de Spring Garden Road y Queen Street como el sitio de la Biblioteca Central" e iniciar negociaciones para la adquisición de ese terreno de la provincia. Estas negociaciones, concluidas en enero de 2010, dieron como resultado un intercambio de tierras: el municipio adquirió el sitio de Queen y Spring Garden de la provincia a cambio de las tierras de la antigua escuela secundaria Queen Elizabeth y Birk (calles de Barrington y George), más 1,9 millones de dólares "en reconocimiento del mayor valor de la tierra de propiedad provincial ".
El 12 de agosto de 2008, el consejo regional votó para aprobar el proyecto de la biblioteca en principio y ordenar al personal municipal que desarrolle un plan financiero para el proyecto. El 28 de abril de 2009, el consejo aprobó una moción para promover la biblioteca como un proyecto en el marco del Building Canada Fund, un fondo federal que financió proyectos junto con los gobiernos locales de 2007 a 2014. Esto resultó en una contribución de $ 18,3 millones del gobierno federal.

### Selección de arquitectos y consultas públicas

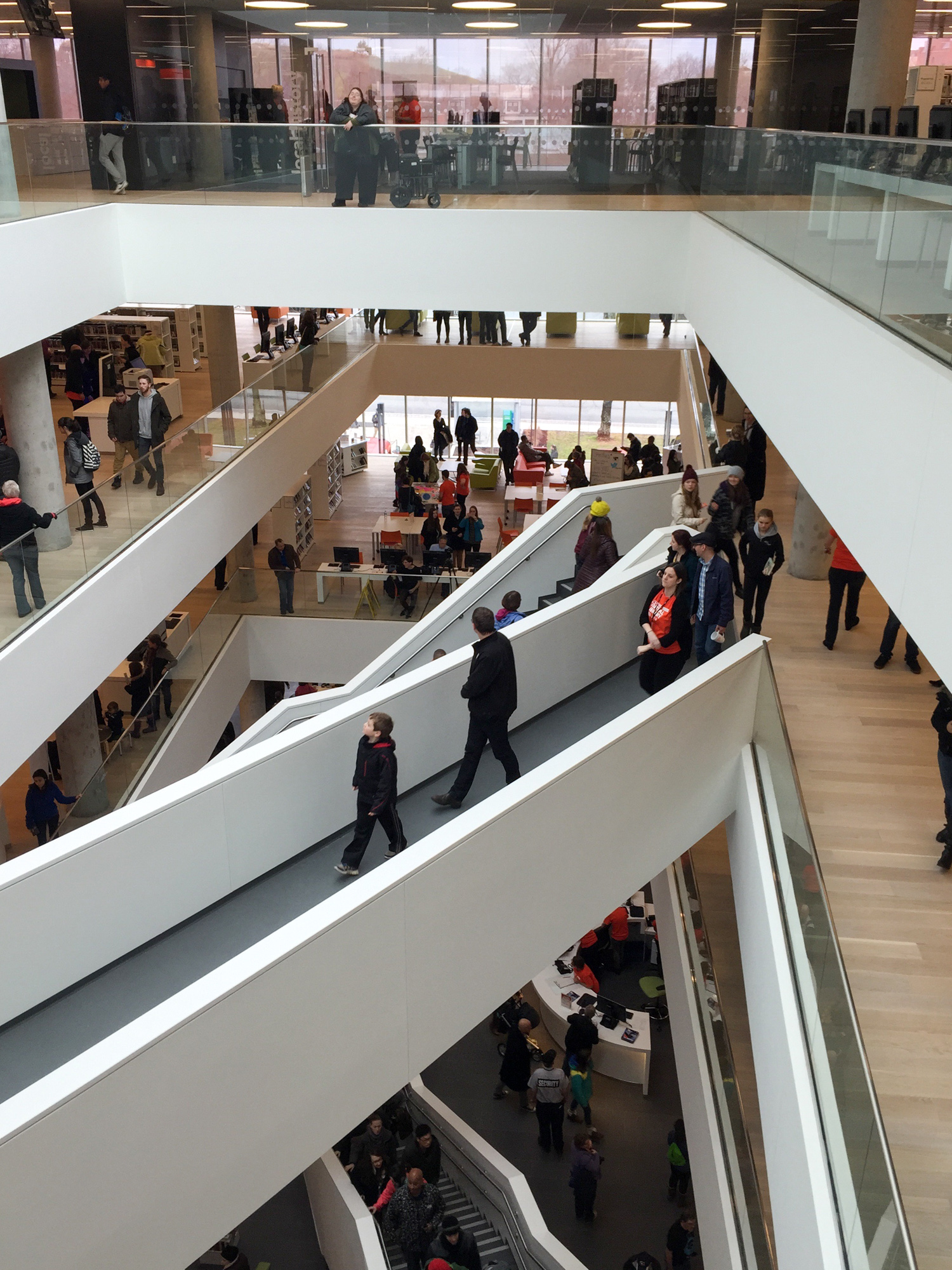
El interior de la biblioteca visto desde el cuarto piso

Los arquitectos de la nueva biblioteca fueron elegidos a través de un concurso internacional para un contrato de diseño por valor de C $ 4,3 millones. Se seleccionaron cuatro equipos de arquitectos, cada uno de los cuales es una asociación entre una firma local y una no local. El plan ganador, una empresa conjunta de la empresa danesa Schmidt Hammer Lassen Architects y Fowler Bauld & Mitchell de Halifax, fue seleccionado en marzo de 2010. Los otros equipos preseleccionados fueron Lydon Lynch con HOK, Barrie y Langille con Moriyama y Teshima, y Shore Tilbe Irwin + Partners con John K. Dobbs.
El gobierno de la biblioteca declaró que buscaba "involucrar a la mayor cantidad de personas posible en el proceso de consulta pública para la nueva biblioteca central". Se sugirió en The Coast, un periódico semanal, que este énfasis en la participación pública era una reacción a una respuesta pública negativa hacia un rediseño propuesto de Point Pleasant Park después de su destrucción parcial por el huracán Juan. La planificación temprana se llevó a cabo en tres fases de consulta pública durante 2008. En 2010 se llevaron a cabo cinco reuniones públicas y talleres más tras la selección de los arquitectos de diseño. El diseño final fue presentado por los arquitectos durante la quinta de estas reuniones el 4 de noviembre de 2010. Un evento público final se llevó a cabo en Pier 21 el 14 de noviembre de 2012.

### Problema del monumento a los caídos
La Biblioteca Conmemorativa de Spring Garden Road recibió su nombre de su condición de monumento a los caídos y exhibió varios artefactos conmemorativos, incluidos dos Libros del Recuerdo que contienen los nombres de miles de residentes del condado de Halifax que dieron su vida en la Primera Guerra Mundial, la Segunda Guerra Mundial y Guerra coreana. Se pasaba una página en cada libro cada Día del Recuerdo. También se exhibió una Cruz de Plata. El edificio tiene una placa que dice: "Este edificio fue erigido en memoria de aquellos que dieron su vida en defensa de su país, 1914-1918; 1939-1945". Por su fe, por su valor, por su sacrificio, los recordaremos ".

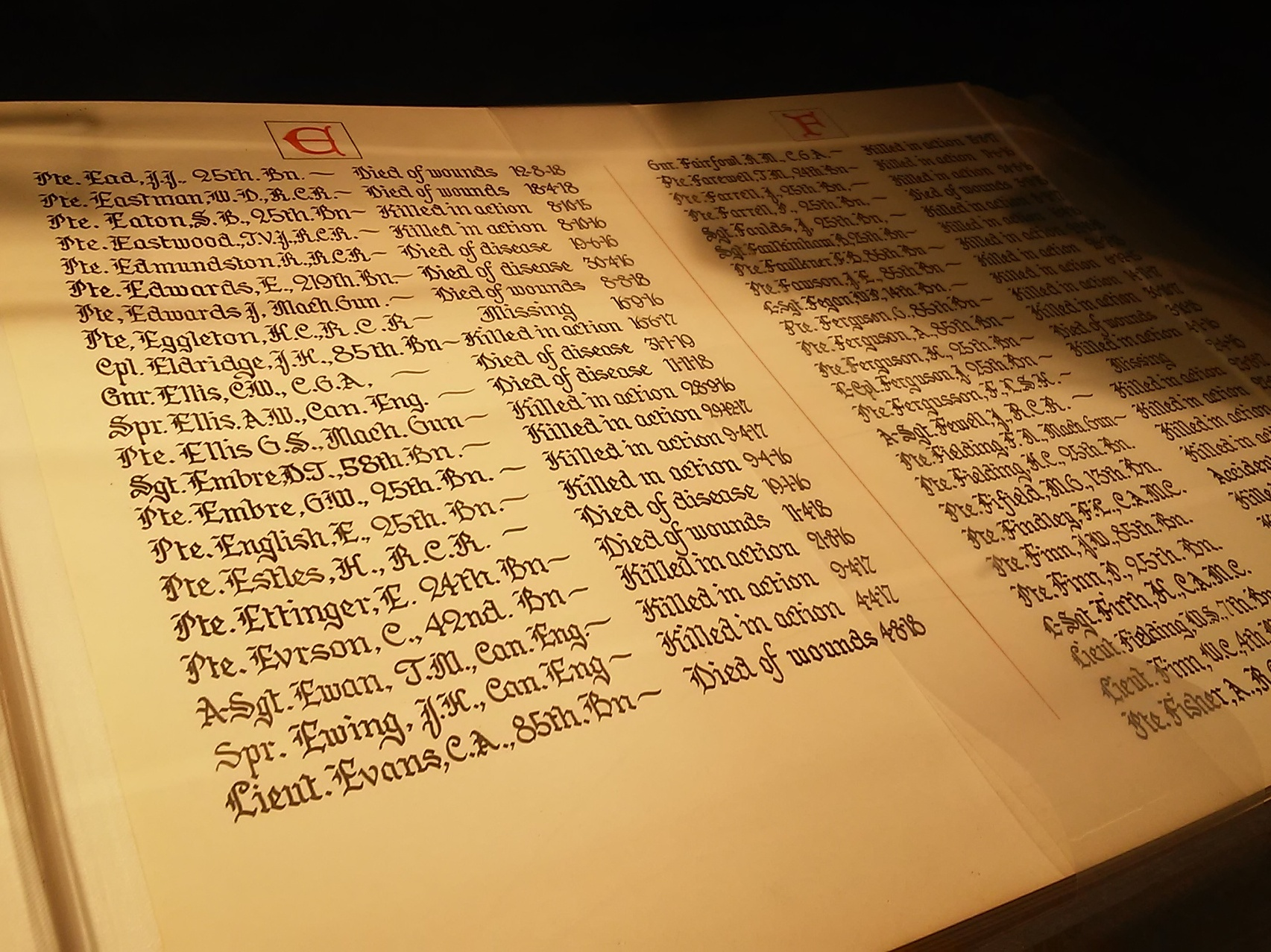
Uno de los libros del recuerdo en exhibición en la nueva biblioteca

Antes de la apertura de la nueva biblioteca, algunos residentes expresaron su preocupación de que con el cierre del antiguo edificio, el monumento a los caídos desaparecerá de manera efectiva. El autor e historiador local Blair Beed cuestionó por qué el término "memorial" no se trasladó al nuevo edificio, y propuso que "Halifax Memorial Library" sería un nombre más apropiado para que los sacrificios en tiempos de guerra no fueran dejados de lado y olvidados. También le preocupaba el destino de los artefactos históricos expuestos. Otro residente sugirió que tales preocupaciones no fueron consideradas seriamente durante el proceso de consulta pública.
La administración de la biblioteca respondió que la conmemoración de la guerra se incorporaría a la sección de historia local de la biblioteca, y que a los dos libros de recuerdos se uniría un tercero que reconocería a los que murieron en los conflictos posteriores a la guerra de Corea. También declararon que "algunos elementos de la exhibición existente en tiempos de guerra, como la Cruz de Plata, banderas y estandartes", serían transferidos al Museo del Comando Marítimo en Admiralty House, CFB Halifax. Los tres Libros del Recuerdo están ahora en exhibición en una vitrina junto a la sala de historia local en el cuarto nivel de la nueva biblioteca.

### Construcción y apertura

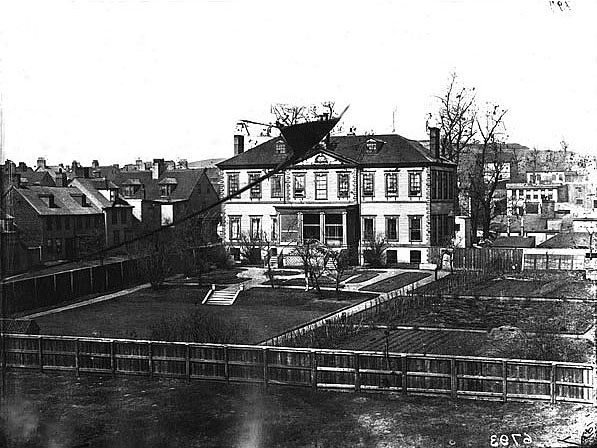
La casa Bellevue original fue reconstruida tras un incendio en 1885. Su reemplazo fue demolido en 1955 y el sitio se convirtió en un estacionamiento.

Antes de que comenzara la construcción, se llevó a cabo una excavación arqueológica para evaluar los restos de Bellevue House. La tierra fue comprada originalmente en 1800 por el duque de Kent, que tenía su base en la ciudad para comandar las fuerzas británicas en América del Norte. Los comandantes británicos posteriores se establecieron en la casa, construida en 1801 y descrita como una "residencia casi palaciega" que albergaba a miembros de la Familia Real durante las visitas a la colonia. Fue destruido en un incendio de 1885, pero reconstruido. Los británicos se fueron a principios del siglo XX y la estructura fue demolida después de que fuera adquirida por el Colegio Técnico de Nueva Escocia en 1955. El sitio siguió siendo un estacionamiento durante más de medio siglo, lo que significa que los cimientos de las estructuras más antiguas se conservaron bajo el asfalto. Esto contrasta con el sitio de la antigua enfermería de al lado, donde los cimientos profundos hicieron que el sitio fuera arqueológicamente insignificante. Además de los cimientos de la residencia, la excavación arqueológica descubrió numerosos artefactos pequeños, como porcelana, cubiertos y un centavo de Nueva Escocia de 1860.
La construcción de la biblioteca por EllisDon comenzó poco después. Tras la excavación y voladura del aparcamiento subterráneo, los cimientos se vertieron en 2012. En mayo de 2014, la biblioteca organizó un recorrido para periodistas y funcionarios de todos los niveles de gobierno. El alcalde de Halifax, Mike Savage, afirmó que la nueva biblioteca "no es simplemente algo agradable de tener". Es importante y fundamental para el futuro de nuestra ciudad. Porque más que nunca, para que una ciudad tenga éxito, necesitamos invertir en la economía del conocimiento. Necesitamos asegurarnos de que nuestros ciudadanos tengan acceso a todas las formas de aprendizaje ".
El costo total del edificio fue de $ 57,6 millones, de los cuales $ 18,3 millones provinieron del gobierno federal a través del Building Canada Fund, $ 13 millones del gobierno provincial y el resto ($ 26,3 millones) del municipio. La contribución municipal se generó principalmente a partir de la venta de los lotes vacíos alrededor del sitio de la biblioteca.
La biblioteca se completó a finales de 2014 tras la transferencia de materiales de la antigua biblioteca al otro lado de la calle, que cerró el 30 de agosto. Se abrió al público el sábado 13 de diciembre de 2014 a unos 12 000 visitantes que disfrutaron de un día de actuaciones y festividades. Las primeras seis semanas de operación vieron a 272 000 visitantes, quienes colectivamente revisaron más de 167 700 artículos.

## Diseño y recepción

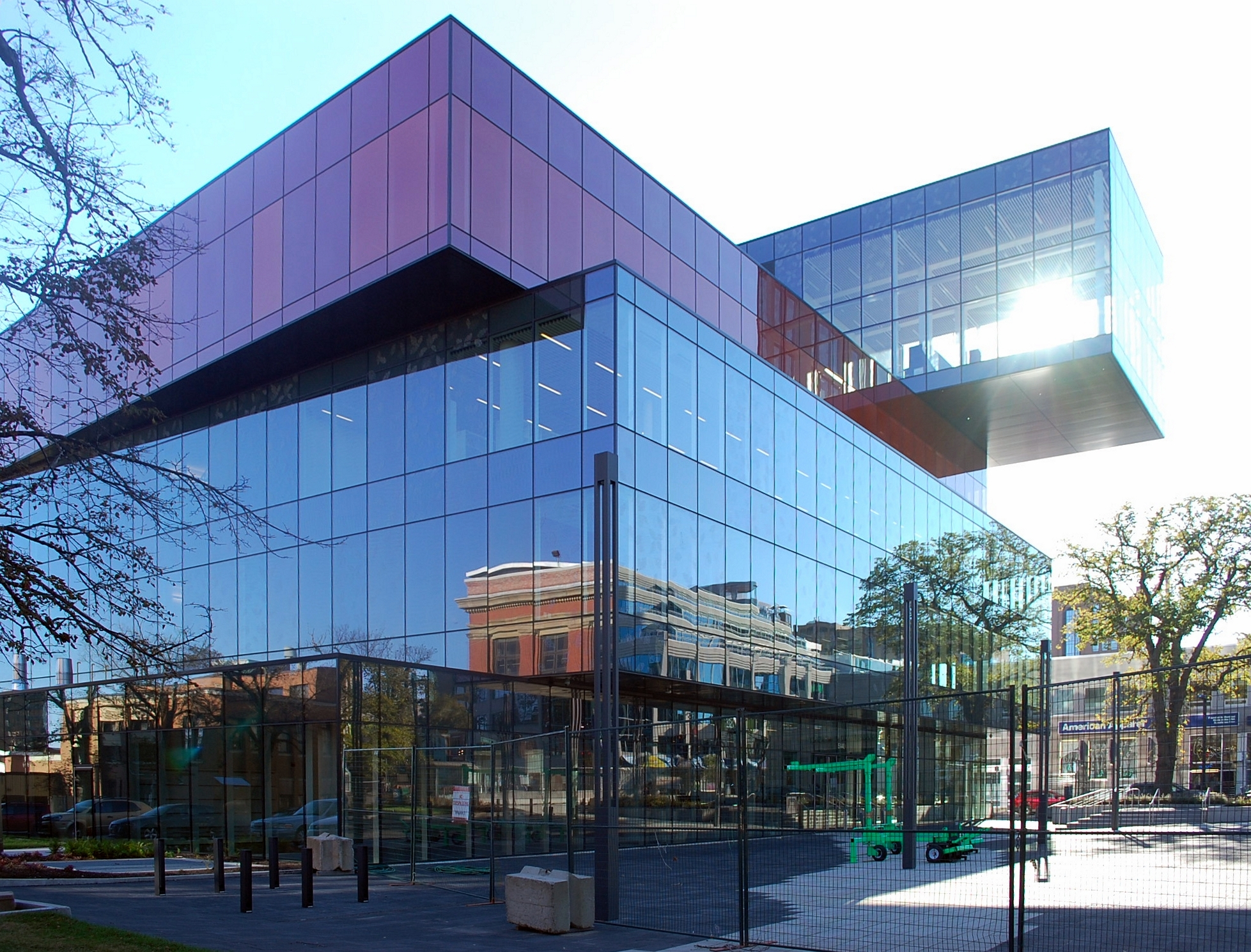
La "sala de estar de Halifax" se encuentra en el quinto piso en voladizo.

La biblioteca es una estructura de cinco pisos que comprende unos 11 000 m² de espacio, y fue diseñado para albergar una colección de libros 50 por ciento más grande que la de la antigua Spring Garden Memorial Library. Un atrio con claraboyas, atravesado por escaleras y pasillos, se extiende por la altura interior de la estructura. El vestíbulo principal y la colección infantil se concentran en los pisos inferiores, mientras que gran parte de los pisos superiores están designados como áreas tranquilas. Una terraza en la azotea con asientos ofrece una amplia vista del centro, el South End y el puerto de Halifax.
El diseño, que se dice que se asemeja a una pila de libros, ha atraído la atención internacional y fue presentado por CNN como uno de los diez nuevos edificios "llamativos" de 2014. El edificio encabezó una lista de "bibliotecas de alto diseño" compiladas por enRoute y fue cubierto en numerosos sitios web de arquitectura. En los premios "Lo mejor de Halifax" de 2014, clasificados anualmente por los lectores de The Coast, la biblioteca fue votada como "Lo mejor que sucedió en Halifax en el último año" y "Mejor esfuerzo para mejorar Halifax". SNC-Lavalin, el ingeniero civil y estructural, recibió el premio "Engineering a Better Canada Award" de la Asociación de Empresas de Ingeniería Canadienses por su trabajo en la biblioteca. El edificio también fue preseleccionado para el premio World Building of the Year Award en la categoría Cívica y Comunitaria en el Festival Mundial de Arquitectura 2015 en Singapur. Wired la clasificó entre las 10 bibliotecas más bellas del mundo.
La Asociación de Arquitectos de Nueva Escocia seleccionó la biblioteca para recibir el Premio al Mérito en los Premios de Diseño de Arquitectura del Teniente Gobernador. El premio fue entregado en 2015 por el general de brigada J. J. Grant. El jurado de los premios comentó: "Sin duda, la nueva Biblioteca Central de Halifax ha hecho más para transformar el debate sobre la arquitectura contemporánea en Halifax que cualquier otro edificio en los últimos 40 años. La Biblioteca Central de Halifax fue un verdadero catalizador de la conversación local, pública y arquitectónica en Halifax; su programa y ubicación han reconstruido la forma en que los lugareños y los visitantes interactúan con un edificio lleno de conocimiento ".
En 2016, la biblioteca ganó la Medalla del Gobernador General en Arquitectura. Fue el único proyecto canadiense atlántico entre los 12 medallistas. 
Ubicada en el centro de Spring Garden Road, la biblioteca se ha convertido en un popular lugar de reunión de la comunidad. El arquitecto canadiense lo llamó "el edificio público más importante completado en la capital de Nueva Escocia en más de una generación, y un nuevo centro cultural para la región". Un arquitecto de Fowler, Bauld & Mitchell declaró que la biblioteca ahora recibe un promedio de 6000 visitantes al día, un "gran aumento" en el patrocinio de la antigua biblioteca conmemorativa de Spring Garden Road.

## Programa
La biblioteca es completamente accesible para sillas de ruedas, con múltiples ascensores. Hay computadoras con pantalla táctil de uso público, un laboratorio de computación dedicado, internet inalámbrico y salas de conferencias y comunitarias. Un sistema de cinta transportadora automática conecta las gotas de libros a una sala de clasificación dedicada. Manejó 80 000 libros en julio de 2015.
El diseño abierto y la ubicación central de la biblioteca le permiten albergar eventos y festivales comunitarios. En el primer año de funcionamiento, ha servido como sede de los principales eventos anuales de Halifax, incluidos Nocturne y The Word on the Street. Fue sede de la ceremonia de entrega de premios del Duque de Edimburgo en noviembre de 2015 a la que asistió el Príncipe Eduardo.

### Cafés

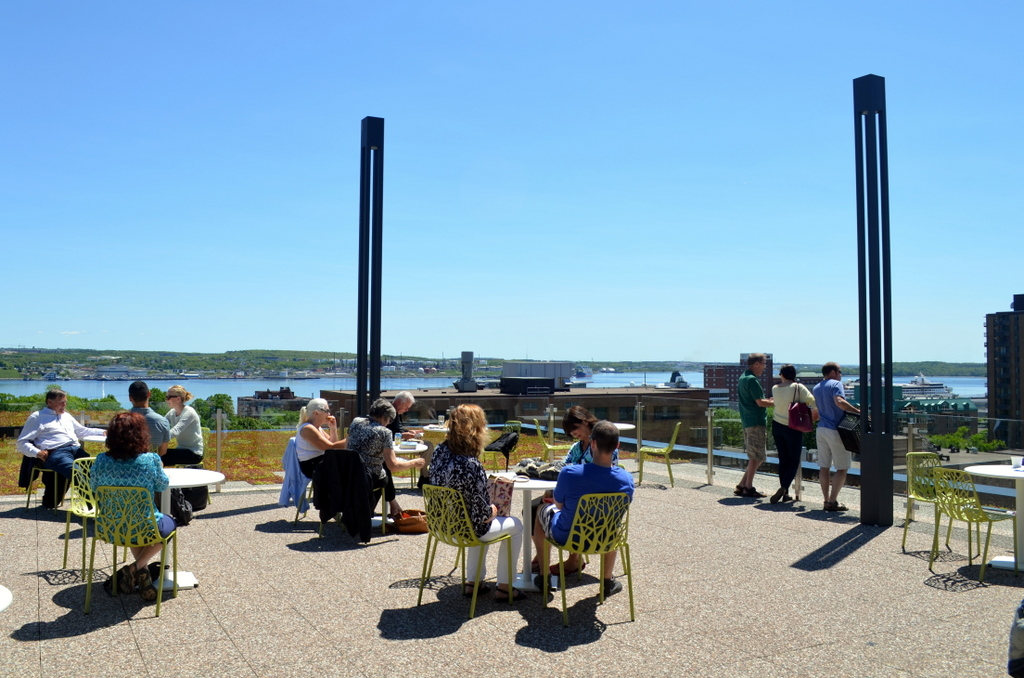
Terraza en la azotea

El edificio alberga dos espacios de cafetería, uno a nivel del suelo y otro en el quinto piso. Los clientes de este último café tienen acceso a un patio en la azotea, así como a la "Sala de estar de Halifax" ubicada en la parte en voladizo del edificio con vista a Spring Garden Road. La sala de estar se diseñó como un espacio público interior y aireado con vistas a Citadel Hill y al puerto de Halifax, así como a la plaza cívica que se encuentra debajo. El café de la planta baja, en la esquina del edificio más cercano a la intersección, abre antes que el resto de la biblioteca. La concesión para operar desde ambos espacios fue ganada por Pavia Gallery Espresso Bar and Café of Herring Cove, quien superó a Second Cup y Uncommon Grounds. Pavía tiene un contrato de diez años con una opción por siete años adicionales.
El espacio de la planta baja es el "café principal" con las mismas ofertas que la ubicación de Herring Cove de Pavia, mientras que el café de arriba, más pequeño, solo sirve refrigerios ligeros. Pavia planea realizar tres paneles de discusión relacionados con el arte en la biblioteca cada año.

### Obra de arte
A raíz de una solicitud de propuestas que buscaban una "obra de arte pública de firma" para ser incorporada a la nueva biblioteca, el pintor y exalumno de NSCAD Cliff Eyland recibió la comisión de 430 000 dólares por su propuesta de producir 5,000 pinturas en miniatura en tableros de fibra de densidad media cortados al tamaño de los viejos Fichas del catálogo de la biblioteca.

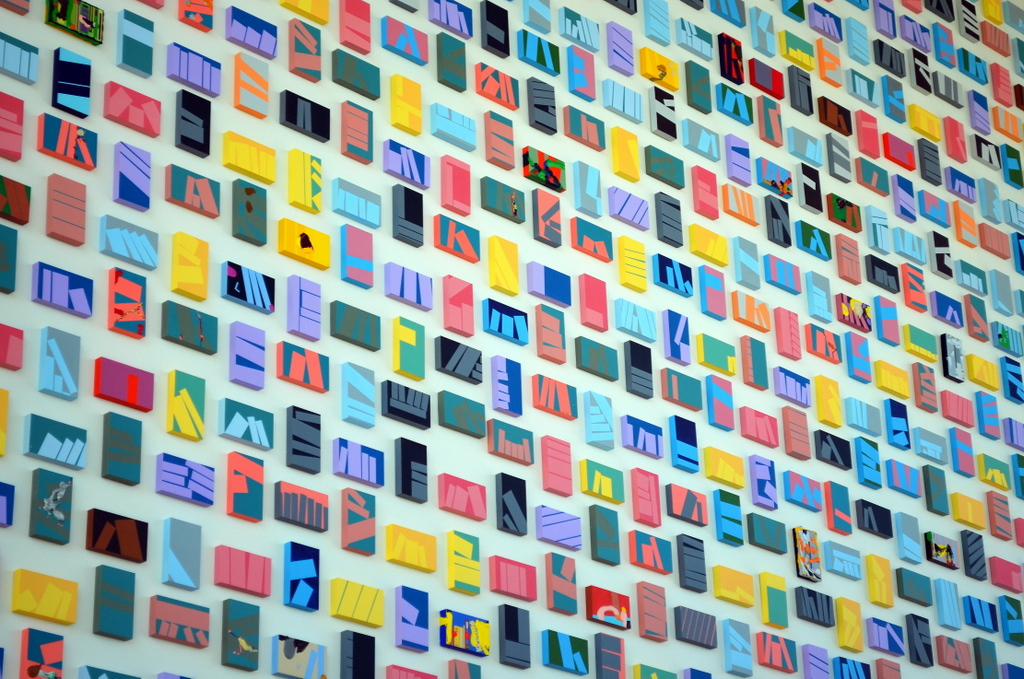
Book Shelf Paintings de Cliff Eyland

Eyland, quien también trabajó como curador en la antigua Universidad Técnica de Nueva Escocia, al lado (ahora Escuela de Arquitectura y Planificación de la Universidad de Dalhousie), terminó produciendo un total de 6000 pinturas divididas en dos instalaciones. En la planta baja, Library Cards comprende 5000 pinturas detrás de la recepción principal. Otras 1000 pinturas, "llamativos resúmenes en dos colores de libros apoyados entre sí", decoran la sala de estar en el voladizo del quinto piso. Esta instalación más pequeña se titula Book Shelf Paintings.
La Book Shelf Paintings cubren una variedad de temas y temas, incluidos paisajes, retratos, piezas abstractas y reflexiones sobre la historia y las bibliotecas. El artista bromeó, "hay paisajes grises para recordarte por qué te quedas en casa para leer en Nueva Escocia" y dijo que los retratos del personal de las bibliotecas Spring Garden Road y Halifax North Memorial, fotografiados por Mary Ann Archibald, fueron pintados y tenían Posteriormente fue reconocido por algunos de sus sujetos. También afirmó que la comisión de la biblioteca es la instalación más grande que ha realizado hasta la fecha.

### Sala

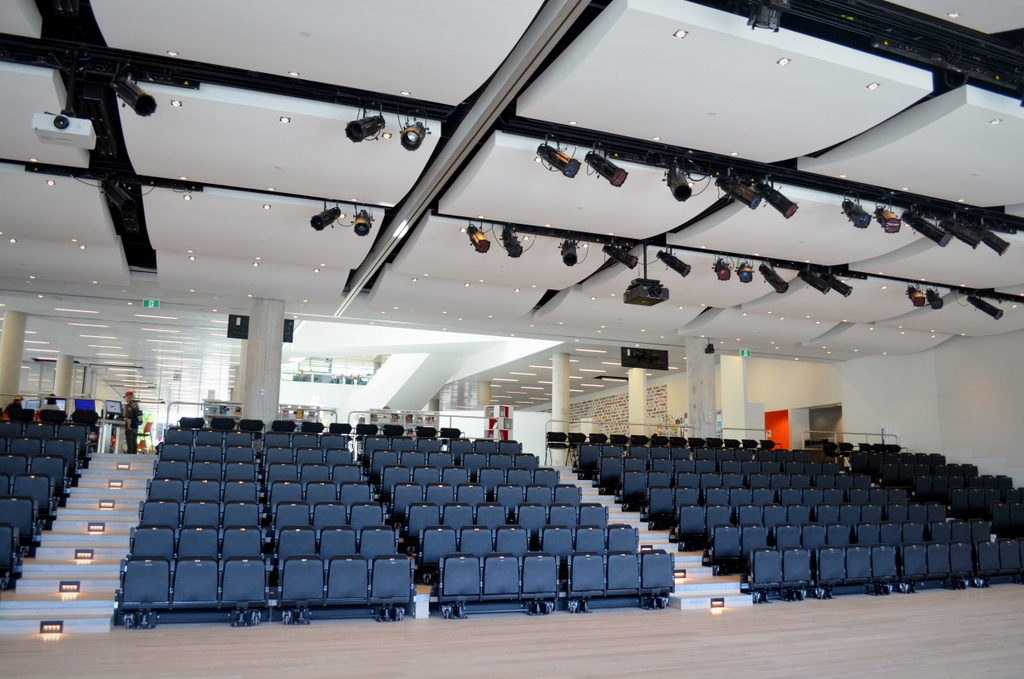
Paul O'Regan Hall

La planta baja alberga un auditorio de 300 asientos que también sirve como espacio de lectura cuando no está en uso para actuaciones. La directora ejecutiva de la biblioteca, Judith Hare, afirmó que el espacio complementaría un estudio de grabación, dirigido a los jóvenes, planeado en otra parte de la biblioteca: "la gente puede hacer su propia música... pero también tendrán un lugar para actuar". En 2012, el auditorio fue nombrado Paul O'Regan Hall luego de una donación de $ 1 millón de la familia O'Regan en honor al fallecido empresario y filántropo. Los fondos del gobierno solo cubrieron el costo del edificio, por lo que las donaciones se destinarán a ampliar la colección de libros y comprar nuevas computadoras y equipos especiales. La sala está equipada con asientos plegables, deflectores acústicos en el techo, pantalla de video e instalaciones profesionales de iluminación y sonido.
La sala cuenta con un piano de cola Yamaha de 62.000 dólares donado por la filántropa y músico local Peggy Corkum en mayo de 2015.

### Sostenibilidad del medio ambiente
La biblioteca incorpora muchas características de diseño que ahorran agua y energía, como la recolección de agua de lluvia para el lavado del agua, la gestión de edificios computarizada, el uso de especies locales en el diseño del paisaje y el control automático de la iluminación. Se han utilizado acabados interiores de bajas emisiones para mejorar la calidad del aire interior, y una política de limpieza ecológica busca reducir la exposición de los ocupantes a los contaminantes.
El 15 de septiembre de 2016, la biblioteca recibió la certificación LEED Gold del Canada Green Building Council.
La biblioteca apoya el uso del transporte público y el transporte activo en virtud de su ubicación central en un distrito denso y transitable a pie, servido por numerosas rutas de autobús, y brindando estacionamiento para bicicletas en el lugar.

### Programación por piso
| Nivel 5 | Sala de estar Halifax, cafetería, terraza en la azotea, ficción |
| Nivel 4 | Referencia, historia local, libros de recuerdo, estudio silencioso, no ficción                                                                                      |
| Nivel 3 | Círculo de las Primeras Naciones, aprendizaje de adultos, salas de programas, colección multimedia, idiomas y revistas, espacio de lectura y estudio                |
| Nivel 2 | Biblioteca para niños y adolescentes, salas de programas, espacio creativo y multimedia, computadoras, espacio de estudio, área de juegos, área de lectura familiar |
| Nivel 1 | Recepción, recogida, cafetería, auditorio (Paul O'Regan Hall), periódicos y revistas, best seller                                                                   |
| Sótano  | Aparcamiento (capacidad para 87 coches, 50 bicicletas) |

## Transporte
Se puede acceder a la biblioteca en autobús público, ya que está ubicada en Spring Garden Road. Cuenta con numerosas rutas de autobús de Halifax Transit. Las rutas 1, 10, 14, 20 y 80 brindan servicio desde las 6:00 a. m. hasta la medianoche todos los días. La ruta 1 brinda servicio a Dartmouth y Mumford Terminal en intervalos de 10 minutos.